# Пірс (Вісконсин)
Пірс (англ. Pierce) — місто (англ. town) в США, в окрузі Кевоні штату Вісконсин. Населення — 772 особи (2020).

## Демографія
Згідно з переписом 2010 року, у місті мешкали 833 особи в 343 домогосподарствах у складі 247 родин. Було 451 помешкання
Расовий склад населення:
| - 97,5 % — білих - 1,2 % — чорних або афроамериканців - 0,4 % — азіатів |

До двох чи більше рас належало 0,2 %. Частка іспаномовних становила 1,4 % від усіх жителів.
За віковим діапазоном населення розподілялося таким чином: 19,9 % — особи молодші 18 років, 61,7 % — особи у віці 18—64 років, 18,4 % — особи у віці 65 років та старші. Медіана віку мешканця становила 48,0 року. На 100 осіб жіночої статі у місті припадало 105,2 чоловіків;  на 100 жінок у віці від 18 років та старших — 107,8 чоловіків також старших 18 років.
Середній дохід на одне домашнє господарство  становив 77 139 доларів США (медіана — 62 250), а середній дохід на одну сім'ю — 90 542 долари (медіана — 72 813). Медіана доходів становила 42 000 доларів для чоловіків та 39 500 доларів для жінок. За межею бідності перебувало 3,9 % осіб, у тому числі 0,8 % дітей у віці до 18 років та 1,0 % осіб у віці 65 років та старших.
Цивільне працевлаштоване населення становило 418 осіб. Основні галузі зайнятості: виробництво — 28,7 %, освіта, охорона здоров'я та соціальна допомога — 14,1 %, сільське господарство, лісництво, риболовля — 12,2 %.